# 于爾斯泰因
于爾斯泰因（挪威語：Ulstein）是挪威默勒-魯姆斯達爾郡的一個市镇，行政中心为于爾斯泰因維克镇。市镇面积为97.20平方公里，人口数量为8,797人（2023年），人口密度为每平方公里92.7人。